# Коровья балка
Коровья балка (на карте урочище Коровья Балка, в справочнике «Поверхностные водные объекты Крыма» без названия) — маловодная балка в юго-западной части Керченского полуострова, левый приток балки Джапар-Берды. Длина водотока 9,0 км, площадь водосборного бассейна 27,7 км², относится в группе рек Керченского полуострова. Коровья балка имеет 4 собственных притока. Начало балки находится в 2 километрах северо-западнее бывшего села Сторожевое (до 1945 года Хартжибие), течёт на юго-восток, впадая в пересыхающем пруде в Джапар-Берды на высоте 14 метров над уровнем моря. Часть русла находится на территории морского полигона Воздушно-космических сил России «Чауда». В балке, в районе её пересечения и автодорогой на бывшее село Черноморское с востока находится пруд Чирок.